# Rodrigo Sanches de Baena e Farinha
Rodrigo Sanches de Baena e Farinha (1653 — 1730), filho de Pedro Sanches Farinha, senhor do morgado da Quinta da Palma de Cima, e de D. Luísa de Baena. Foi capitão do donatário das ilhas do Faial, Pico e Graciosa. Comendador de Santo André de Esgueira, na Ordem de Cristo, em 2 de Julho de 1663. Familiar do Santo Ofício, em 28 de Abril de 1671. Donatário do Seixo Amarelo, na Guarda, em 2 de Dezembro de 1703. Foi capitão do donatário na capitania do Pico e Faial entre 1680 e 1730.
Foi baptisado em 5 de Outubro de 1633, como consta do Liv. 3." a fl. 21 da freguesia de Santo André, de Lisboa.
Teve Carta de Familiar do Santo Oficio, em 28 do Abril de 1671; 
Casou três vezes:
- a primeira das quais com D. Isabel Francisca de Menezes, dama da rainha D. Maria Francisca Isabel de Saboya, filha de D. Luís de Almada e de sua mulher D. Luísa de Menezes;

- a segunda com D. Lourença de Melo e Vasconcelos;

- a terceira com D. Mariana Josefa Benta de Lencastre, filha de Manuel de Vasconcelos e Sousa e de sua mulher D. Isabel de Sousa e Lima[2], segundos condes de Castelo Melhor[3].

Do terceiro casamento, nasceu, em 1713, D. Isabel Teresa de Lencastre de Baena Sanches Farinha, que casou com D. Fernando de Almeida e Silva, neto paterno dos segundos Condes de Avintes, e foram os avós de D. Fernando António de Almeida e Silva Sanches de Baena Jaques Farinha de Sousa e Vasconcelos, 1.º Conde de Oliveira dos Arcos.